# Египетско-новозеландские отношения
Египетско-новозеландские отношения — текущие и исторические отношения между Египтом и Новой Зеландией.

## История
У Египта и Новой Зеландии есть краткая общая история, заключающаяся в том, что обе страны входили в состав Британской империи. Первый официальный контакт между Египтом и Новой Зеландией был во время Первой мировой войны, когда в октябре 1914 года войска Новозеландского экспедиционного корпуса высадились в Египте и помогли отразить атаку Османской империи на Суэцкий канал в феврале 1915 года. Во время войны новозеландские войска участвовали в кампании Сенусси и Синайско-Палестинской кампании. После войны, в феврале 1922 года, Египет получил независимость от британцев после издания одностороннего провозглашения независимости Египта.
Во время Второй мировой войны новозеландские войска вернулись в Египет для борьбы с немецкими и итальянскими вторжениями в Египет, известными как Кампания Западной пустыни. В мае 1941 года премьер-министр Новой Зеландии Питер Фрейзер нанес визит в Египет, чтобы встретиться с войсками и персоналом своей страны. Войска Новой Зеландии участвовали в нескольких сражениях в Египте, включая первая и вторая битвы при Эль-Аламейне в 1942 году, которые переломили ход войны в Северной Африке и положили конец угрозе Оси Египту и Суэцкому каналу.
В 1947 году Новая Зеландия получила независимость от Соединенного Королевства после принятияВестминстерского закона. В 1974 году между Египтом и Новой Зеландией были установлены дипломатические отношения, а в 1975 году Египет открыл посольство в Веллингтоне, однако египетское посольство было закрыто в 1988 году после того, как Новая Зеландия не ответила на этот жест. В ноябре 2007 года во время визита премьер-министра Хелен Кларк в Египет Новая Зеландия открыла посольство в Каире. Египет открыл посольство в Веллингтоне в 2014 году.
С 1981 года Новая Зеландия является членом Многонациональных сил и наблюдателей, чья миссия заключается в надзоре за соблюдением положений мирного договора между Египтом и Израилем, подписанного в 1979 году. В настоящее время в Египте базируются 28 новозеландских солдат. В феврале 2011 года Новая Зеландия эвакуировала своих граждан из Египта после смещения президента Египта Хосни Мубарака во время арабской весны. В январе 2015 года министр иностранных дел Новой Зеландии Мюррей Маккалли посетил Египет и встретился с президентом ас-Сиси.

## Торговля
В 2015 году товарооборот между Египтом и Новой Зеландией составил 341 миллион долларов США. Основные статьи экспорта Египта в Новую Зеландию включают автомобили, одежду, ковры и удобрения. Новая Зеландия экспортирует в Египет: молочные продукты, яйца, мед, пищевые продукты и продукты животного происхождения. Египет является третьим по величине торговым партнером Новой Зеландии в Африке.